# Crimes de guerra durante a invasão da Ucrânia pela Rússia em 2022

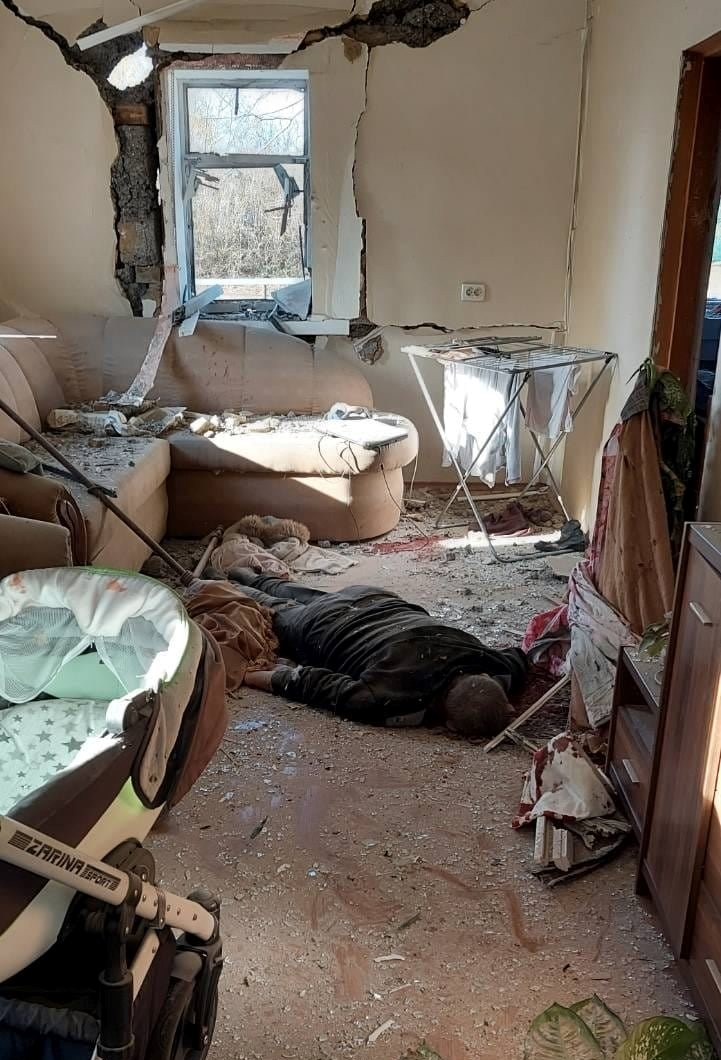
Civil ucraniano morto durante o bombardeio russo de Chernihiv.

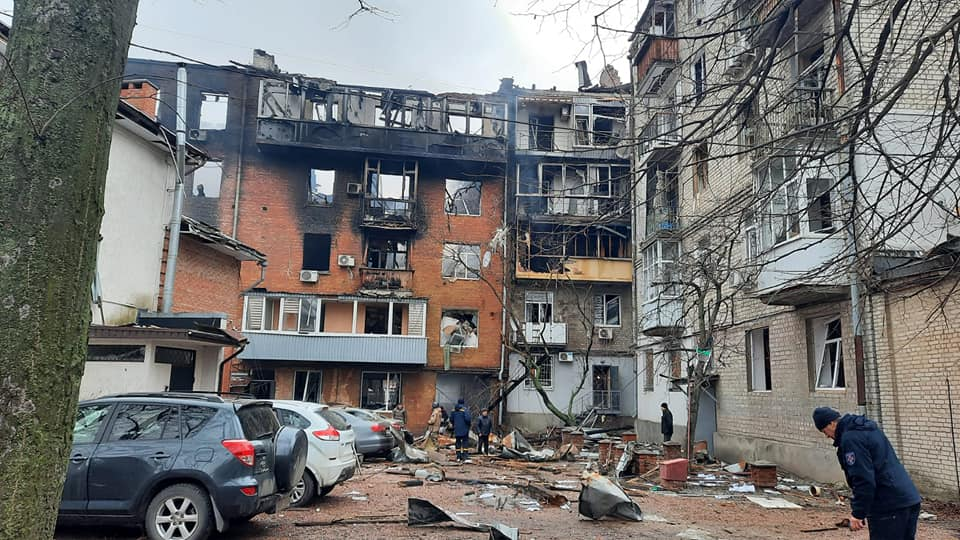
Kharkiv Oblast após bombardeio.

Crimes de guerra durante a invasão da Ucrânia pela Rússia em 2022 teriam ocorrido, sobretudo contra civis ucranianos. Ataques indiscriminados contra áreas civis por forças russas podem constituir um crime de guerra devido à falta de cautela ou à intenção deliberada de atingir civis. A invasão faz parte da prolongada Guerra Russo-Ucraniana, iniciada em 2014. A própria invasão constitui um crime de agressão, além de outros possíveis crimes de guerra.

## Crime de agressão
A invasão da Ucrânia violou a proibição de agressão da Carta das Nações Unidas e constitui um crime de agressão de acordo com o direito penal internacional. Os russos não podem ser processados por agressão no Tribunal Penal Internacional, mas o crime de agressão pode ser julgado sob jurisdição universal.

## Distinção entre alvos civis e militares
Em 25 de fevereiro de 2022, a Anistia Internacional afirmou que as forças russas "demonstraram um desrespeito flagrante pelas vidas civis usando mísseis balísticos e outras armas explosivas com efeitos de ampla área em áreas densamente povoadas" e alegaram falsamente ter usado apenas armas guiadas com precisão. Três ataques documentados, em Vuhledar, Kharkiv e Uman, mataram seis civis e feriram outros doze. 
Segundo a Anistia Internacional, os ataques foram "indiscriminados" e podem constituir crimes de guerra.  O ataque de Uman ocorreu às 07h00 (UTC) de 24 de fevereiro, matando um civil e danificando um restaurante. O ataque de Kharkiv, às 08h00 (UTC), aterrissou entre prédios de apartamentos e matou um civil.
Aproximadamente às 16h00 (UTC) de 25 de fevereiro, um vídeo apareceu nas mídias sociais mostrando um veículo civil na localidade de Obolon, no norte de Kiev, sendo esmagado e depois apoiado por um tanque russo que entrou nele. Embora ferido, o único passageiro do veículo teria sobrevivido ao encontro. É debatido se o motorista deliberadamente desviou para dentro do veículo ou se perdeu o controle do volante. Um vídeo de um ângulo diferente parece mostrar o comboio (do qual o veículo blindado fazia parte) sendo emboscado, e o veículo blindado desviando para a esquerda e para a direita vários segundos antes do incidente.
Nos dias 1 e 2 de março, a artilharia russa atingiu um bairro densamente povoado de Mariupol, bombardeando-o por quase 15 horas. O bairro foi significativamente destruído como resultado, com o vice-prefeito Sergei Orlov relatou que "pelo menos centenas de pessoas [estavam] mortas".
Em 3 de março, tropas russas atacaram a maior usina nuclear da Europa a usina nuclear de Zaporizhzhia. Isso representava uma ameaça de catástrofe ambiental global, cujas consequências poderiam ser muito maiores do que as do desastre de Chernobyl em 1986. O bombardeio da estação causou um incêndio que foi extinto. Um dos projéteis atingiu a primeira unidade de energia da estação. Naquela noite, a Embaixada dos EUA na Ucrânia divulgou um comunicado chamando o ataque à usina nuclear de crime de guerra. Nesse mesmo dia, o Escritório do Alto Comissariado das Nações Unidas para os Direitos Humanos divulgou um comunicado dizendo que havia registrado pelo menos 1.006 vítimas civis na primeira semana da invasão, mas que acreditava que "os números reais são consideravelmente maiores".

### Crimes náuticos
Dois navios mercantes civis sob bandeiras de países neutros foram bombardeados no Mar Negro em 25 de fevereiro. Navios de guerra russos bombardearam o navio-tanque químico de bandeira moldava MV Millennial Spirit e o navio cargueiro de propriedade japonesa MV Namura Queen, que estava com bandeira panamenha.

### Unidades de saúde
Segundo a Convenção de Genebra, mesmo médicos militares devem ser considerados membros alheios á guerra assim estando sujeitos a algumas regras, como:
- Médicos são eticamente obrigados a ajudar inimigos feridos: segundo o juramento internacional de Hipócrates, o médico deverá colocar qualquer vida humana à cima de suas crenças pessoais, assim sendo eticamente responsável por atender inimigos também feridos.[16]
- Matar médicos militares é um crime de guerra: por ser considerados membros alheios à guerra, fica expressamente proibida a morte proposital de médicos em campos de batalha.[17]
- Médicos militares não são recomendados a portar armas: Alguns médicos portam pistolas de maneira velada como defesa pessoal, para evitar que o inimigo machuque-o assim desrespeitando a lei de guerra de não matar médicos, porem caso o médico atire em alguém, ele é solidariamente obrigado a prestar assistência ao ferido.[17]

Durante o conflito, as leis sobre médicos militares e até mesmo médicos convencionais foram desrespeitadas. Em 6 de março, a Organização Mundial da Saúde divulgou um comunicado dizendo que havia evidências de que vários centros de saúde na Ucrânia haviam sido atacados, com o diretor-geral Tedros Adhanom Ghebreyesus dizendo que "ataques a instalações de saúde ou trabalhadores violam a neutralidade médica e são violações da lei humanitária internacional."

## Uso ilegal de munições cluster
O ataque Vuhledar, às 10h30 (UTC) de 24 de fevereiro, foi o resultado de um míssil 9M79 Tochka, que tem uma precisão declarada (Provável erro circular) de 150 metros. O míssil caiu próximo a um hospital e matou quatro civis. A Anistia Internacional descreve sua análise como "prova irrefutável de violações do direito internacional humanitário e do direito internacional dos direitos humanos" pelas forças russas. A Human Rights Watch (HRW) descobriu que o ataque ao hospital de Vuhledar usou uma munição cluster 9N123, um tipo de arma proibida pela maioria dos estados sob a Convenção sobre Munições Cluster por causa de seu perigo imediato e de longo prazo para os civis. O 9N123 contém cinquenta sub-munições 9N24 individuais, cada uma dividida em 316 bombas. A HRW baseou a sua análise em contatos com administrações hospitalares e municipais e em múltiplas provas fotográficas. A HRW pediu que as forças russas parem de fazer "ataques ilegais com armas que matam e mutilam indiscriminadamente". O secretário de imprensa da Federação Russa, Dmitry Peskov, negou essa informação, dizendo que esses tipos de munição estão em serviço nas Forças Armadas da Ucrânia.
Em 27 de fevereiro, a Anistia Internacional afirmou que havia analisado evidências mostrando que munições de fragmentação russas de um foguete BM-27 Uragan de 220 mm atingiram uma pré-escola em Okhtyrka, onde civis estavam se abrigando em 25 de fevereiro, matando três, incluindo uma criança. O filme de um drone mostrou quatro tiros no telhado da pré-escola, três no chão ao lado da escola, dois civis feridos ou mortos e poças de sangue. A Anistia Internacional analisou 65 fotos e vídeos do evento e entrevistou moradores locais. Bellingcat afirmou que restos do foguete 9M27K foram encontrados 200 metros a leste do jardim de infância. As forças russas estavam localizadas a oeste de Okhtyrka. A Anistia descreveu o tipo de foguete como "não guiado e notoriamente impreciso" e descreveu o ataque como um potencial crime de guerra que deve ser investigado.
Em 4 de março, a Human Rights Watch afirmou que "as forças russas dispararam munições de fragmentação em pelo menos três áreas residenciais em Kharkiv" em 28 de fevereiro, matando pelo menos três civis.
No dia 4 de abril de 2025, o exército russo cometeu mais um crime de guerra na cidade de Kryvyi Rih. O ataque atingiu uma área movimentada da cidade, onde há cafés, uma escola, prédios residenciais e um parque infantil nas proximidades. Dezoito pessoas morreram, incluindo nove crianças, mais de 70 ficaram feridas, e 40 delas foram levadas ao hospital. Segundo o Presidente da Ucrânia, Volodymyr Zelensky, o ataque terrorista foi realizado com um míssil 'Iskander' com carga de fragmentação, lançado da região de Taganrog (Rússia).
Pela manhã de 13 de abril de 2025, por volta das 10h20, as forças russas lançaram um ataque com dois mísseis balísticos do tipo 'Iskander-M'/KN-23 a partir das regiões de Voronej (mun. Liski) e Kursk (mun. Lezhenki) contra o centro da cidade de Sumy. Como resultado, 31 pessoas perderam a vida.
Em 18 de abril de 2025, os ocupantes lançaram três mísseis balísticos "Iskander" contra o distrito de Osnovyansky, em Kharkiv. A explosão do míssil ocorreu no ar, causando danos a uma área maior e a vários objetos. De acordo com o Serviço Estatal de Emergência da Ucrânia, o número de feridos aumentou para 74 pessoas, e uma pessoa morreu. Como resultado do bombardeio, mais de 50 edifícios residenciais de vários andares e mais de 30 automóveis foram danificados.

## Armas termobáricas
Em 28 de fevereiro, Oksana Markarova, embaixadora ucraniana nos Estados Unidos, afirmou que as forças russas usaram uma bomba termobárica em Okhtyrka. De acordo com um relatório de fevereiro de 2000 da Human Rights Watch sobre o uso russo de armas termobáricas durante a Segunda Guerra Chechena, embora as armas termobáricas não sejam proibidas pelo Direito Internacional Humanitário, sua ampla área de efeito significa que as forças devem ter extrema cautela ao implantá-las perto de centros populacionais. Markarova afirmou que o uso de armas termobáricas viola as Convenções de Genebra. A secretária de imprensa da Casa Branca, Jen Psaki, disse ter visto relatos, mas não tinha confirmação de que a Rússia havia usado tais armas. "Se isso fosse verdade, seria potencialmente um crime de guerra", disse ela em uma coletiva de imprensa. O ataque destruiu uma base militar ucraniana, matando 70 soldados.

## Terrorismo
Alguns atos das forças russas na Ucrânia foram descritos como terrorismo.
Em 3 de março, a Embaixada dos EUA na Ucrânia descreveu o bombardeio russo da usina nuclear de Zaporizhzhia na Ucrânia como uma tentativa de estabelecer um "reinado de terror". No mesmo dia, o presidente ucraniano Volodymyr Zelensky acusou o presidente russo Vladimir Putin de cometer "terror nuclear" ao ordenar o ataque à usina.
De acordo com autoridades ucranianas, a Rússia usa explosivos escondidos em brinquedos infantis, telefones celulares e objetos de valor.

## Pilhagem
Segundo o Artigo 52 da Quarta Convenção de Genebra, a pilhagem é considerada um  crime de guerra. Sobreviventes do  massacre de Bucha  levantaram acusações de que soldados russos saquearam a cidade, levando jóias, aparelhagem eletrónica, utensílios de cozinha, roupas e veículos de evacuados, dos mortos e daqueles que ainda se encontravam  na cidade.  O jornalista Yaroslav Trofimov , do Wall Street Journal  relatou  testemunhos de soldados russos saqueando alimentos e objetos de valor durante a ocupaçao no sul da Ucrânia. Jornalistas do  The Guardian que visitavam Trostianets,  após um mês de ocupação russa,  encontraram evidências de "saques sistemáticos". Da mesma forma, moradores de Berestyanka, perto de Kiev, disseram à ABC News que, antes da vila voltar ao controle ucraniano, soldados russos pilharam  roupas, eletrodomésticos e aparelhos eletrónicos de casas civis.
Acusações generalizadas de pilhagem por tropas russas de instituições culturais e museus foram levantadas por funcionários ucranianos. A maioria das acusações vem das áreas de Mariupol e Melitopol. Oficiais ucranianos afirmaram que as forças russas apreenderam mais de duas mil obras de arte e ouro cita de vários museus e deslocaram-nas para a região de Donbas. Além da pilhagem, o exército russo já destruiu dezenas de igrejas ortodoxas, monumentos nacionais e patrimônios culturais ucranianos.

## Procedimentos legais

### Tribunal Penal Internacional
Em 25 de abril de 2014, o Tribunal Penal Internacional (TPI) iniciou um exame preliminar de crimes contra a humanidade que podem ter ocorrido na Ucrânia nos protestos e distúrbios civis do Euromaidan de 2014, a anexação da Crimeia em 2014 pela Federação Russa e a Guerra em Donbas. Em 11 de dezembro de 2020, o Promotor do TPI considerou que "havia uma base razoável para acreditar que crimes de guerra e crimes contra a humanidade foram cometidos", que os "supostos crimes identificados seriam [em dezembro de 2020] admissíveis", e que havia "uma base razoável para investigação, sujeita a autorização judicial".
Em 25 de fevereiro de 2022, o promotor do TPI, Karim Ahmad Khan, afirmou que o TPI poderia "exercer sua jurisdição e investigar qualquer ato de genocídio, crime contra a humanidade ou crime de guerra cometido na Ucrânia". Khan declarou em 28 de fevereiro que iniciaria uma investigação completa do TPI e que havia solicitado que sua equipe "explorasse todas as oportunidades de preservação de evidências". Ele afirmou que seria mais rápido abrir oficialmente a investigação se um estado membro do TPI remetesse o caso para investigação. A primeira-ministra da Lituânia, Ingrida Simonyte, afirmou no mesmo dia que a Lituânia havia solicitado que a investigação do TPI fosse aberta.
Em 3 de março, o promotor-chefe do TPI anunciou que seu gabinete estava procedendo com a coleta de evidências de supostos crimes de guerra, crimes contra a humanidade e genocídio cometidos pelas forças russas durante a invasão. A notícia seguiu o encaminhamento da situação na Ucrânia ao TPI por 39 estados.

### Tribunal Internacional de Justiça
Em 27 de fevereiro, a Ucrânia apresentou uma petição ao Tribunal Internacional de Justiça argumentando que a Rússia violou a Convenção do Genocídio usando uma acusação infundada de genocídio para justificar sua agressão contra a Ucrânia.
Em 1º de março, a CIJ pediu oficialmente à Rússia que “agisse de tal maneira” que tornaria possível que uma decisão sobre medidas provisórias se tornasse efetiva. A audiência do CIJ sobre a Ucrânia v. A Federação Russa está marcada para os dias 7 e 8 de março de 2022, no Palácio da Paz em Haia e online, com transmissão ao vivo em inglês e francês. 

### Outros aspectos legais
Gyunduz Mamedov, ex-procurador-geral adjunto da Ucrânia, declarou em 25 de fevereiro de 2022 que estava coletando evidências de crimes de guerra. O ministro das Relações Exteriores da Ucrânia, Dmytro Kuleba, afirmou em 25 de fevereiro que a Rússia estava cometendo crimes de guerra e que o ministério e o Procurador-Geral da Ucrânia estavam coletando evidências, incluindo ataques a jardins de infância e orfanatos, que seriam "imediatamente transferidos" para o TPI. Em 26 de fevereiro, o primeiro-ministro ucraniano Denys Shmyhal disse que a Rússia estava cometendo crimes de guerra.
Durante um debate na Câmara dos Comuns em 24 de fevereiro, o primeiro-ministro do Reino Unido, Boris Johnson, disse que "qualquer um que envie um russo para a batalha para matar ucranianos inocentes" pode enfrentar acusações, comparando Putin a Slobodan Milošević. Johnson também expressou apoio à formação de um tribunal internacional para julgar os autores de crimes de guerra cometidos durante a guerra. Chris Bryant, um parlamentar do Partido Trabalhista de oposição, disse que Putin "deve ser levado a um tribunal e terminar seus dias na prisão".